# East Grinstead
East Grinstead est une ville du Sussex de l'Ouest, en Angleterre. Elle est située dans le nord-est du comté, non loin des frontières avec le Surrey, le Kent et le Sussex de l'Est. Administrativement, elle relève du district du Mid Sussex.
En 2001, sa population était de 23 942 habitants.